# دانشگاه اقتصاد و تجارت آتن
دانشگاه اقتصاد و تجارت آتن (به لاتین: Athens University of Economics and Business) یک دانشگاه در یونان است که در آتن واقع شده‌است.